# Philip Greaves
Sir Philip Greaves Islas de Barlovento Británicas (Hoy Barbados), 19 de enero de 1931) es un político retirado barbadense que se desempeñó como gobernador general interino de Barbados, desde el 1 de julio de 2017 hasta el 8 de enero de 2018.
Exsenador, luego ministro y vice primer ministro, se convirtió en gobernador general interino de Barbados el 1 de julio de 2017, en sustitución de sir Elliot Belgrave, y le sucedió en el cargo Sandra Mason.